# 화초

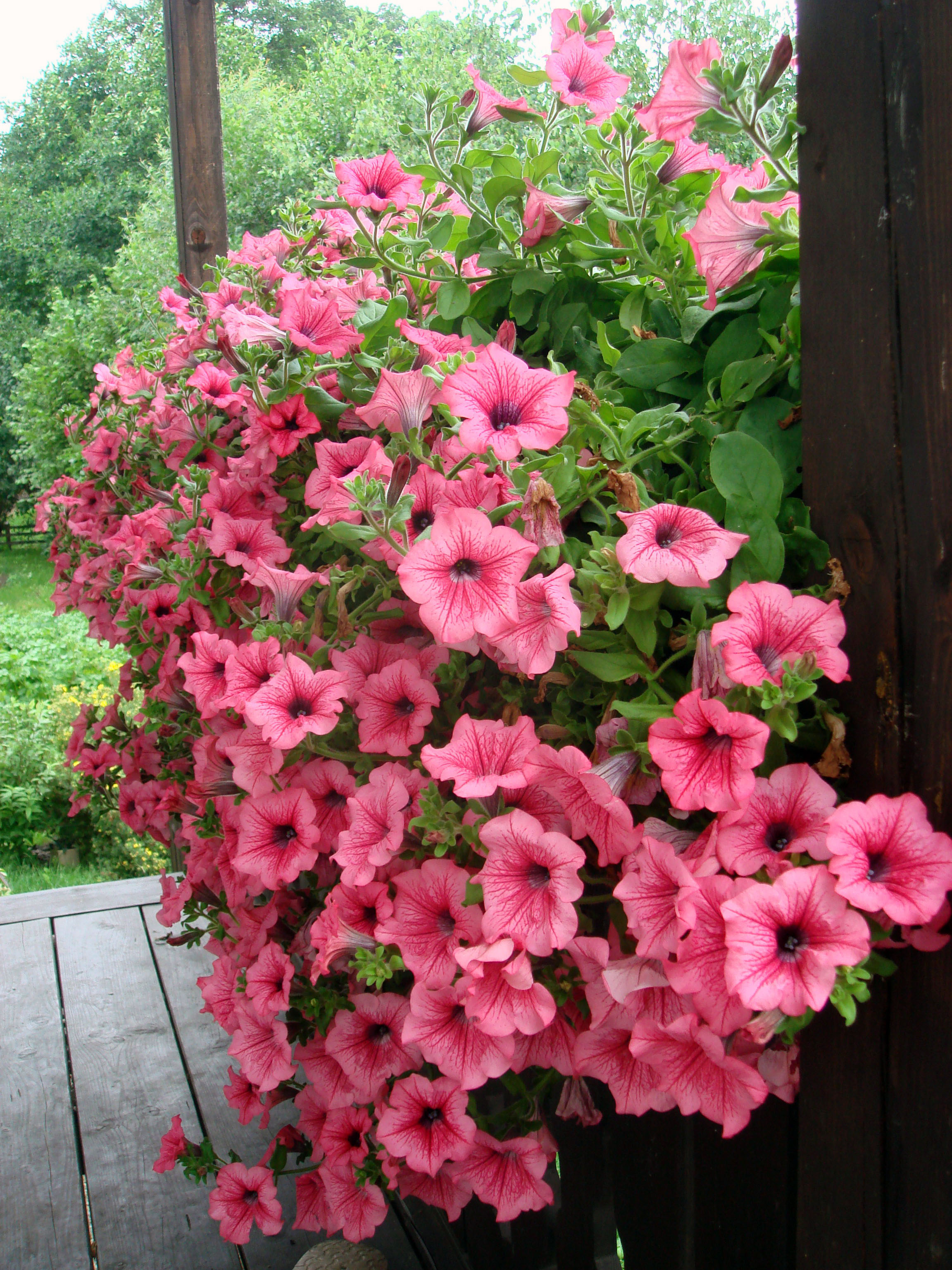
관상용 페투니아 식물

화초(花草)는 꽃이 피는 풀과 나무 또는 꽃이 피지 않더라도 관상용이 되는 모든 식물의 총칭이다. 유의어로는 원예 식물이 있으며, 여기서 원예의 일반적 의미는 과수·채소 관상용 식물 등을 자본과 노력을 들여 집약적으로 재배하여 길러내는 행위이다. 식물의 잎 위주로 감상하기 위한 식물은 관엽 식물(觀葉植物)이라고 부른다.
일반적으로 화훼 (花卉)라는 말로 널리 쓰인다. 화훼에서 화는 꽃을 관상하는 초본 (화초)과 목본 (꽃나무)을, 훼는 꽃뿐만 아니라 줄기와 잎, 잔가지까지도 관상하는 경우를 가리킨다. 특히 훼(卉)는 관상 식물이라고 할 때가 많다. 관상의 대상은 전(全) 식물체와 꺾은 가지 등이므로 꽃·과실·줄기·잎·가지, 그 밖에 색채·형상·향기 등이다. 또 꽃꽂이·화환·분재·화단 등의 식재까지를 포함하는 폭넓은 뜻을 담고 있다.

## 원예식물
원예식물은 생산물의 용도에 따라 판매를 목적으로 하는 생산원예, 취미로 하는 취미원예, 가정원예로 나눈다. 또한 재배의 목적에 따라 일반적으로 식용이 되는 과수·채소류와, 관상을 목적으로 하는 화훼·정원식물로 크게 나눌 수가 있다. 과수와 채소류는 단일식물로서 대규모적인 재배, 즉 기업적인 재배 방향으로 나아가고 있다. 관상을 목적으로 하는 것응 원산지에서 진귀한 식물을 도입, 그것의 품종개량에 따른 다양한 식물군의 육성·재배 방향으로 전개되고 있다. 꽃꽂이용 꽃이나 분화초와 같은 일부의 화훼 생산은 수요의 증대로 기업화된 대생산지대가 생겨났으나 관상식물의 경우는 다종소량생산을 원칙으로 하는 취미재배가 우세하다. 유용식물에서 원예식물의 분화는 인간이 농경을 시작하고, 다시 도시를 형성하는 과정,즉 도시의 출현과 함께 인간사회의 식량생산에 직접 관여하지 않는 계층이 분화되고, 그곳에 권력과 부가 집중하는 과정과 상호 밀접한 관계가 있다. 특히 취미로서의 원예는 돈과 여가가 있는 사람들 외에는 별 의미없는 행위였을 것이다. 채소와 과수의 분화도 1만 년 가까운 농경의 역사에서 본다면 비교적 최근에 발전된 것이다. 주식으로 재배되는 식물과 비교하면 원예식물은 생활형이 다양하며 재배종의 수도 많은 편이다. 식용채소류는 주식작물과 마찬가지로, 생육이 빠른 한해살이풀이 많으나 과수는 거의가 목본이거나 여러해살이풀이다. 또 정원에 심을 수 있는 식물의 대다수도 목본이거나 여러해살이풀이다. 꽃을 관상하는 화훼는 진귀한 것, 아름다운 것을 주요 목표로 하고 있으나, 이들은 환경조건이 매우 다른 지역의 식물이기 때문에 온실이나 록가든 등 원산지의 기후를 재현하는 등 특별한 재배환경을 만들어 재배하는 경우가 많다.
또 개화만 아니라 번식시키기 위해서도 병이나 해충을 막는 방법 등, 상당한 수준의 재배기술을 필요로 하게 된다. 이처럼 원예식물은 인간에게 실용적인 유익을 줄 뿐만 아니라 심미적·정서적으로 위안과 기쁨을 주는 역할을 하기 때문에 앞으로도 더욱 많은 재배가 이루어질 것으로 보인다.

## 같이 보기
- 화훼 원예